# Austin Wintory
Austin Wintory (ur. 1984) – amerykański kompozytor muzyki do gier komputerowych i filmów. Najlepiej znany jako autor muzyki do gier Flow i Podróż, z których ostatnia była nominowana do nagrody Grammy jako pierwsza w historii ścieżka dźwiękowa z gry komputerowej. Do jego osiągnięć filmowych należy muzyka do filmu Kapitan Abu Raed, zwycięzcy nagrody publiczności na festiwalu Sundance w 2008 roku, oraz do filmu Grace wyróżnionego na tym samym festiwalu w 2009 roku. Jest także autorem muzyki koncertowej, m.in. nagrodzonej przez Global Music Awards w 2012 roku kompozycji „Gray Rain”. Od 2003 do 2012 roku Wintory skomponował około 300 ścieżek dźwiękowych.

## Dyskografia

### Gry komputerowe
| Tytuł                        | Rok  | Producent                              |
| ---------------------------- | ---- | -------------------------------------- |
| Ages of Athiria (Theme Only) | 2002 | Elysian Productions                    |
| flOw                         | 2006 | Thatgamecompany                        |
| flOw Expansion Pack          | 2007 | Thatgamecompany, Super Villain Studios |
| GroundTruth: Toxic City      | 2007 | Sandia Nat’l Lab, USC-Gamepipe         |
| Replay                       | 2007 | Take Action Games                      |
| GroundTruth 2: Lock Down     | 2008 | Sandia Nat’l Lab, USC-Gamepipe         |
| My Virtual Tutor             | 2008 | 1st Playable Productions               |
| Census                       | 2010 | Draft FCB                              |
| Super Awesome Mountain RPG   | 2010 | Codename Games                         |
| Podróż                       | 2012 | Thatgamecompany                        |
| Horn                         | 2012 | Phosphor Games                         |
| The Banner Saga              | 2012 | Stoic Studios                          |
| Monaco: What's Yours is Mine | 2013 | Pocketwatch Games                      |
| Leisure Suit Larry: Reloaded | 2013 | N-Fusion Interactive                   |
| Soul Fjord                   | 2014 | Airtight Games                         |
| Sunset                       | 2014 | Tale of Tales                          |
| The Order: 1886              | 2015 | Ready At Dawn, SCE Santa Monica Studio |
| Assassin’s Creed Syndicate   | 2015 | Ubisoft Quebec                         |
| Abzû                         | 2016 | Giant Squid                            |

### Filmy
2006
- Johnny Montana – reż. John Daniel Gavin, 3b Studios

2007
- Mr. Sadman – reż. Patrick Epino, Empire and Sleep Productions
- Kapitan Abu Raed – reż. Amin Matalqa, Paper and Pen Films [Jordan] / GigaPix
- If You Could Have – reż. Kimberli Zou, The ORB Prod.
- Serpent and the Sun – reż. Shaahin Cheyene, Victory Films
- Back Soon – reż. Rob Williams, Guest House Films

2008
- Knuckle Draggers – reż. Alex Ranarivelo, Partners in Crime Films
- Print – reż. Ashley Beyer, Upload Films
- Grace – reż. Paul Solet, Ariescope Films
- Live Evil – reż. Jay Woelfel, LEM Ent.
- 3-Day Weekend – reż. Rob Williams, Guest House Films
- The Acquirer – reż. Matt Schultze, Cinsay.com
- TK’s Corner – Dir’s Matt Bain, Rocky Yost, Old Virginia Films
- Hubristic – reż. Owen Stanley, Secret Handshake Films

2009
- A Little Help – reż. Michael J. Weithorn, Secret Handshake Productions
- The Sunset Sky – reż. Olivier Bernier, Finite Films
- Rzeka pytań – reż. Matthew Leutwyler, Ambush Entertainment
- The Echo Game – reż. Brian Feeney, Psychic Bunny Prod.
- Tęczowych świąt! (Make the Yuletide Gay) – reż. Rob Williams, Guest House Films

2010
- A Beautiful Game – reż. Michael Pickett, Stoptime Productions
- Leave – reż. Robert Celestino, Visualeyes Productions
- Playing House – reż. Tom Vaughan, UV Pictures
- Majid – reż. Nassim Abassi, Moondust Productions [Morocco]
- Workshop – reż. Michael Gunn, Ikonoklastes Productions
- Let the Game Begin – reż. Amit Gupta, Paradox Pictures
- The Incredible Adventures of Jojo – reż. Brian Schmidt, Tree House Mafia Films

2011
- Remnants – reż. Peter Engert, LightWave Entertainment
- Home Run Showdown – reż. Oz Scott, Secret Handshake Productions
- The Grief Tourist – reż. Suri Krishnamma, Vision Entertainment
- Junction – reż. Tony Glazer, Choice Films

2012
- Strangely in Love – reż. Amin Matalqa
- Inverse – reż. Matt Duggan, Remote Films
- Targeting – reż. Tarique Qayumi, Photoplay 434
- The War Around Us – reż. Abdallah Omeish, 3rd Eye Filmworks
- It’s A Disaster – reż. Todd Berger, Vacationeer Productions
- Lost On Purpose – reż. Ian Nelms, Derango Films

## Nagrody
| Nagroda                      | Kategoria                                             | Nominowane dzieła                                  | Wynik     |
| ---------------------------- | ----------------------------------------------------- | -------------------------------------------------- | --------- |
| British Academy Games Awards | Innovation                                            | flOw (Jenova Chen, Nicholas Clark, Austin Wintory) | Nominacja |
| British Academy Games Awards | Audio Achievement                                     | Podróż                                             | Wygrana   |
| British Academy Games Awards | Original Music                                        | Podróż                                             | Wygrana   |
| D.I.C.E. Awards              | Outstanding Achievement in Original Music Composition | Podróż                                             | Wygrana   |
| Grammy Awards                | Best Score Soundtrack for Visual Media                | Podróż                                             | Nominacja |
| Spike Video Game Awards      | Best Original Score                                   | Podróż                                             | Wygrana   |
| Spike Video Game Awards      | Best Song in a Game                                   | „I Was Born for This” (Podróż)                     | Nominacja |